# Middelburg (Maldegem)
Middelburg (fr. Middelbourg) – dzielnica (deelgemeente) gminy Maldegem w Belgii, w Regionie Flamandzkim, w prowincji Flandria Wschodnia, w okręgu Eeklo. 1 stycznia 2020 roku liczyła 672 mieszkańców. Do 31 grudnia 1976 samodzielna gmina. 

## Demografia
Liczba mieszkańców, stan na 1 stycznia:
| Rok                | 1900 | 1930 | 1961 | 1970 | 2020 |
| ------------------ | ---- | ---- | ---- | ---- | ---- |
| Liczba mieszkańców | 978  | 769  | 650  | 642  | 672  |